# مطار لفيف الدولي
مطار لفيف دانيلو هاليتسكي الدولي (بالأوكرانية: Міжнародний аеропорт "Львів" імені Данила Галицького)(إياتا: LWO، إيكاو: UKLL) مطار دولي أوكراني سمي باسم الملك دانيلو هاليتسكي، يقع قرب مدينة لفيف في أوكرانيا مطار لفيف الدولي، يعد ثالث أكبر مطار في أوكرانيا من حيث عدد المسافرين.

## التـأسيس
هو أكبر مطار في غرب أوكرانيا من حيث عدد حركة المسافرين بعد مطارات العاصمة كييف ومطار سيمفروبول الدولي. يقع قرب مجمع سكنيليفوك السكني، وعلى بعد 6 كم جنوب غرب مركز المدينة. افتتح في عام 1929 ليحل محل مطار لفيف القديم في ليفاندكا. في عام 2012 ، تم افتتاح المحطة الجديدة "A" وتم الانتهاء من إعادة بناء المدرج، ليتمكن المطار من استيعاب طائرات أكبر

## شركات الطيران والوجهات
كانت شركات الطيران التالية شغلت رحلات منتظمة وموسمية وعارضة من وإلى مطار لفيف الدولي قبل تعليق جميع الرحلات في 24 فبراير 2022 إلى أجل غير مسمى بسبب الغزو الروسي لأوكرانيا:{{قائمة وجهات مطار
| شركـات طيـران                    | الوجهات |
| -------------------------------- | --- |
| طيران البلطيق                    | موسمي: مطار ريغا الدولي |
| الخطوط الجوية النمساوية          | مطار فيينا الدولي |
| الخطوط الجوية الأذربيجانية       | موسمي: مطار حيدر علييف الدولي |
| Azur Air Ukraine                 | عارض: مطار شرم الشيخ الدولي،مطار الغردقة الدولي موسمي عارض: مطار أنطاليا، مطار ميلاس بودروم، مطار دالامان، La Romana ‏، مطار مرسى علم الدولي |
| خطوط بوتا الجوية                 | مطار حيدر علييف الدولي |
| طيران ناس                        | مطار الملك خالد الدولي موسمي: مطار الأمير نايف بن عبد العزيز الدولي، مطار الملك عبد العزيز الدولي |
| خطوط لوت الجوية البولندية        | مطار وارسو فريدريك شوبان، Zielona Gora ‏ |
| لوفتهانزا                        | مطار فرانكفورت |
| Motor Sich Airlines              | مطار كييف جولياني الدولي |
| خطوط بيغاسوس                     | مطار صبيحة كوكجن الدولي موسمي: مطار ميلاس بودروم، مطار دالامان |
| رايان إير                        | مطار برشلونة الدولي، Bari، مطار أوريو أل سيريو، مطار بولونيا، مطار براتيسلافا الدولي، مطار بودابست فرانز ليست الدولي، مطار بروكسل شارلروا الجنوب، مطار غدانسك ليخ فاونسا، مطار كاوناس، مطار كراكوف، مطار لندن ستانستد، مطار مانشستر، مطار ميمينجين، مطار نابولي، مطار نورمبرغ، مطار باليرمو الدولي، مطار بيزا الدولي، Poznań، مطار ريغا الدولي، مطار ليوناردو دا فينشي، مطار ستوكهولم أرلاندا، مطار تريفيزو، مطار تورينو، مطار وارسو مودلين، مطار فروتسواف، مطار زغرب موسمي: Paphos، مطار ويزي                                                                         |
| سكاي أب                          | مطار إسطنبول الدولي، مطار لشبونة، مطار مدريد باراخاس الدولي، مطار فاكلاف هافيل الدولي، مطار بن غوريون الدولي، مطار بلنسية، مطار فيينا الدولي موسمي: مطار أليكانتي، مطار البحرين الدولي، مطار حيدر علييف الدولي، مطار برشلونة الدولي، مطار باطومي الدولي، Burgas، مطار الملك فهد الدولي، مطار الكويت الدولي، مطار مسقط الدولي، Rhodes، مطار الملك خالد الدولي، مطار تيرانا الدولي، Tivat موسمي عارض: مطار أنطاليا، مطار الغردقة الدولي، مطار مرسى علم الدولي، مطار الأمير نايف بن عبد العزيز الدولي، مطار شرم الشيخ الدولي                                              |
| الخطوط الجوية التركية            | مطار إسطنبول الدولي |
| الخطوط الجوية الدولية الأوكرانية | مطار بوريسبيل الدولي، مطار بن غوريون الدولي عارض: مطار شرم الشيخ الدولي موسمي عارض: مطار أنطاليا، مطار ميلاس بودروم، مطار الغردقة الدولي، Tivat، Rhodes |
| Windrose Airlines                | مطار بوريسبيل الدولي موسمي عارض: مطار أنطاليا، مطار الغردقة الدولي |
| ويز للطيران                      | مطار بوفيه - تيه، مطار برلين براندنبرغ، Billund، مطار براتيسلافا الدولي، مطار بودابست فرانز ليست الدولي، مطار كاتانيا-فونتاناروسا، مطار بروكسل شارلروا الجنوب، مطار دورتموند، مطار آيندهوفن، مطار غدانسك ليخ فاونسا، مطار هامبورغ[بحاجة لمصدر]، مطار كاتوفيتشي، مطار لارنكا الدولي، مطار لشبونة، مطار لندن لوتن، مطار مدريد باراخاس الدولي، مطار ميمينجين، مطار مالبينسا، مطار نابولي، مطار نيس كوت دازور، Pardubice، Poznań، مطار روما شيامبينو، مطار ليوناردو دا فينشي، مطار تالين، مطار تريفيزو، مطار بلنسية، مطار فيلنيوس، مطار وارسو فريدريك شوبان، مطار فروتسواف |

## الإحصائيات
شاهد source Wikidata query and sources.
| السنة | الركاب    | التغير  |
| ----- | --------- | ------- |
| 2003  | 144,100   | ▲035.8% |
| 2004  | 198,200   | ▲035.5% |
| 2005  | 235,900   | ▲019.0% |
| 2006  | 278,200   | ▲018.0% |
| 2007  | 427,100   | ▲052.4% |
| 2008  | 532,100   | ▲025.5% |
| 2009  | 452,300   | ▼015.0% |
| 2010  | 481,900   | ▲06.5%  |
| 2011  | 297,000   | ▼038.4% |
| 2012  | 576,000   | ▲094.0% |
| 2013  | 700,800   | ▲021.0% |
| 2014  | 585,200   | ▼016.5% |
| 2015  | 570,570   | ▼02.5%  |
| 2016  | 738,000   | ▲029.4% |
| 2017  | 1,080,000 | ▲046.3% |
| 2018  | 1,598,700 | ▲048.0% |
| 2019  | 2,217,400 | ▲038.8% |
| 2020  | 878,500   | ▼060.0% |

## روابط خارجية
- مطار لفيف الدولي